# 刘子羽神道碑
27°38′59″N 117°56′34″E / 27.64972°N 117.94278°E
刘子羽神道碑全称“宋故右朝议大夫充徽猷阁待制赠少傅刘公神道碑”，现藏于中国福建省武夷山市武夷山风景名胜区五曲武夷精舍内，1985年作为“武夷山史迹”的组成部分被列为福建省文物保护单位。
刘子羽（1096～1146年），字彦修，南宋崇安县五夫里（今武夷山市五夫镇）人。官至右朝议大夫、徽猷阁待制，赠少傅。刘子羽是朱熹之父朱松好友。朱熹幼年丧父后，在刘子羽的关照和教育下成长为一代大儒。淳熙六年（1179年）十月，刘子羽去世33年后，其长子刘珙在病危中嘱托朱熹撰文立碑。碑以黑色页岩制作，高3.7米（其中底座高0.23米），宽1.46米，厚0.1米。碑由张栻篆额，直下计7行，每行3字。碑文由朱熹撰并书，楷书，共3631字，记述了刘子羽一生的事迹，具有很高的史料价值。碑原置于五夫镇府前村蟹坑刘子羽墓前，1981年移至武夷宫，现移入武夷书院（武夷精舍旧址）内保存。

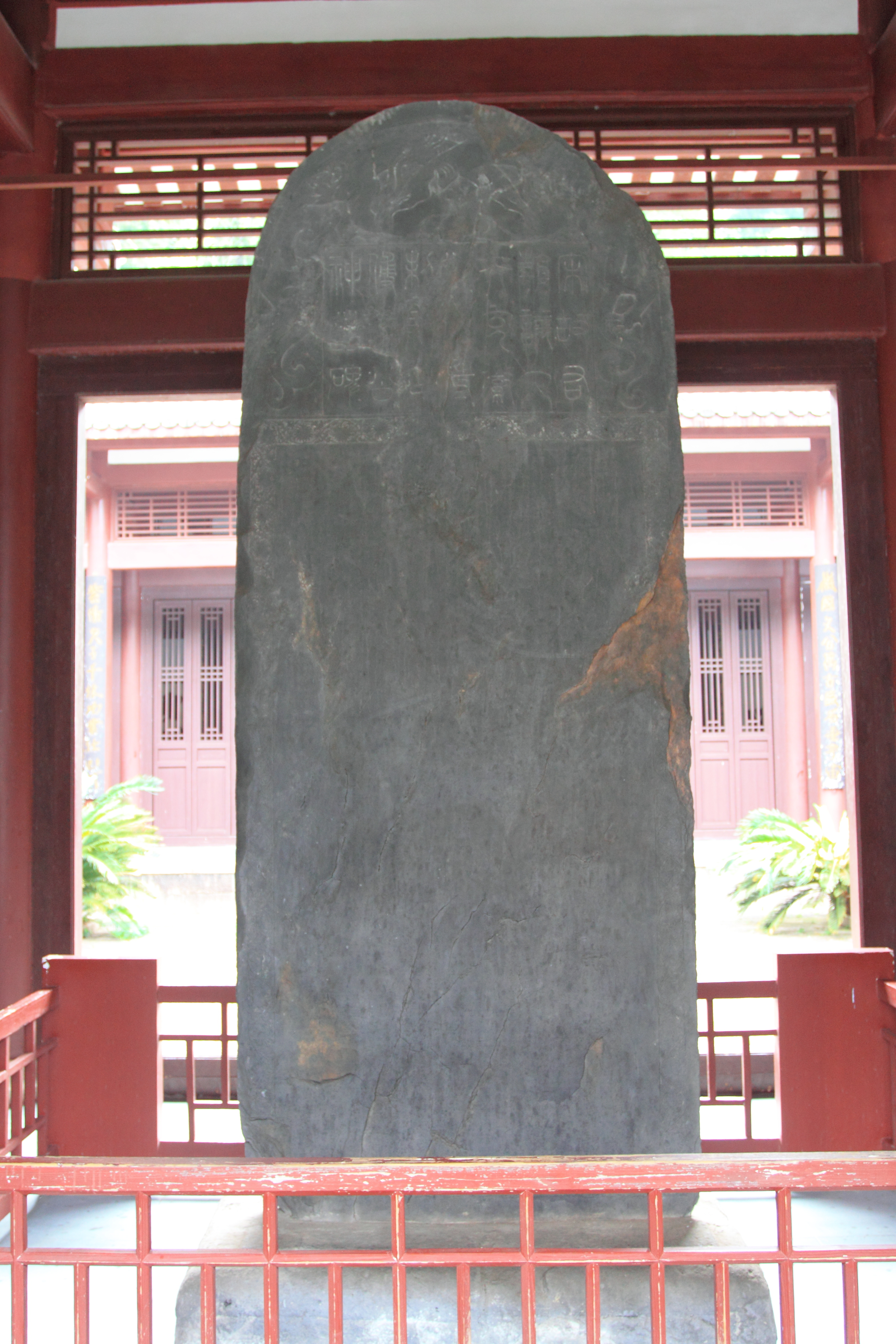
刘子羽神道碑
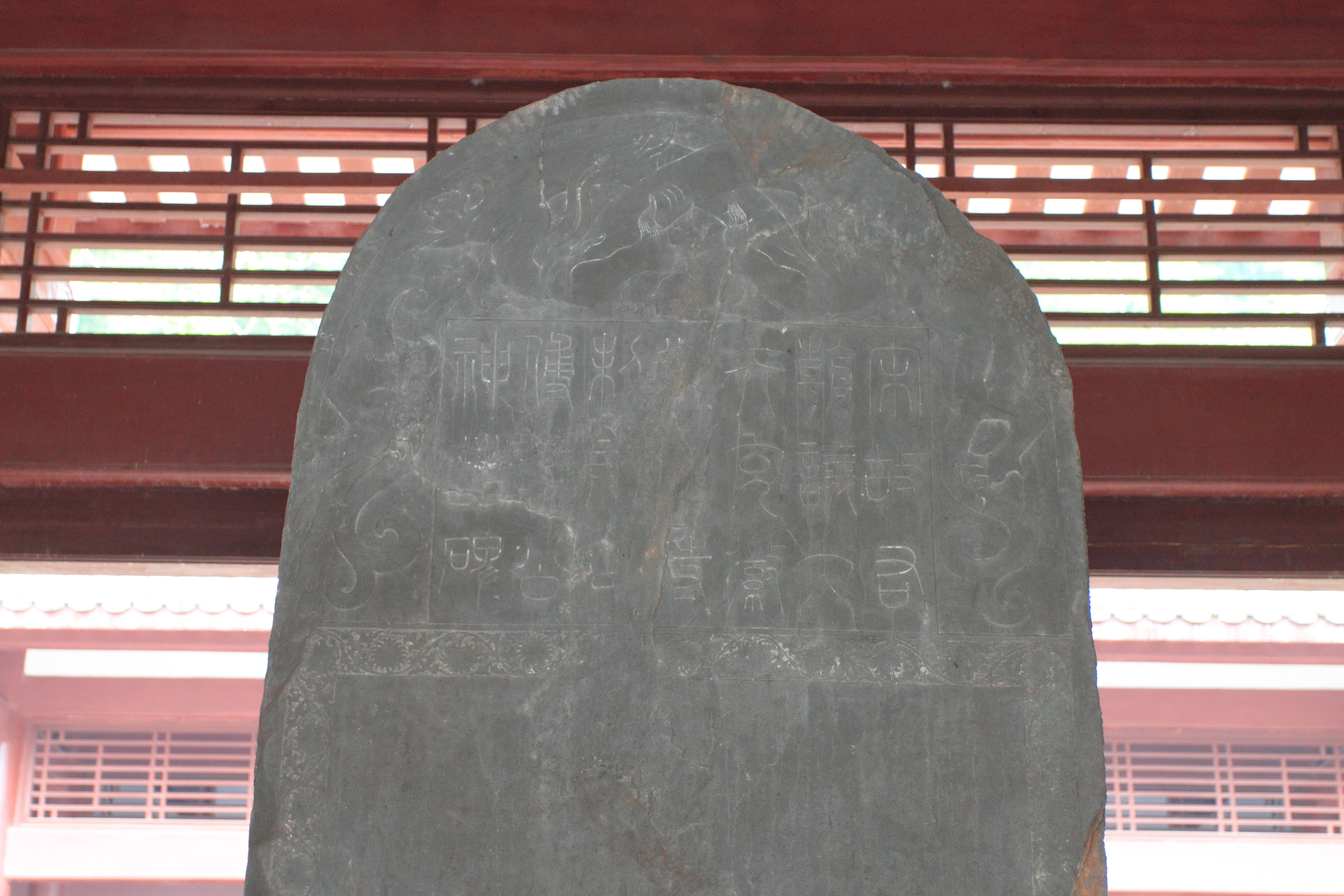
碑首